# Anthurium polyschistum
Anthurium polyschistum là một loài thực vật có hoa trong họ Ráy (Araceae). Loài này được R.E.Schult. & Idrobo miêu tả khoa học đầu tiên năm 1959.